# A szerb labdarúgó-válogatott mérkőzései (2006–2009)
| Jelmagyarázat                                     |
| ------------------------------------------------- |
| A szerb válogatott győzelmével végződött mérkőzés |
| Döntetlennel végződött mérkőzés                   |
| A szerb válogatott vereségével végződött mérkőzés |

## 2006[1]
| Dátum               | Helyszín                     | Ellenfél      | Eredmény (félidő) | Típus                |
| ------------------- | ---------------------------- | ------------- | ----------------- | -------------------- |
| 2006. augusztus 18. | Uherské Hradiště, Csehország | Csehország    | 3:1 (1:1)         | Barátságos           |
| 2006. szeptember 2. | Belgrád, Szerbia             | Azerbajdzsán  | 1:0 (0:0)         | 2008-as Eb-selejtező |
| 2006. szeptember 6. | Varsó, Lengyelország         | Lengyelország | 1:1 (0:1)         | 2008-as Eb-selejtező |
| 2006. október 7.    | Belgrád, Szerbia             | Belgium       | 1:0 (0:0)         | 2008-as Eb-selejtező |
| 2006. október 11.   | Belgrád, Szerbia             | Örményország  | 3:0 (0:0)         | 2008-as Eb-selejtező |
| 2006. november 15.  | Belgrád, Szerbia             | Norvégia      | 1:1 (1:1)         | Barátságos           |

## 2007[2]
| Dátum                | Helyszín              | Ellenfél      | Eredmény (félidő) | Típus                |
| -------------------- | --------------------- | ------------- | ----------------- | -------------------- |
| 2007. március 24.    | Almati, Kazahsztán    | Kazahsztán    | 1:2 (0:0)         | 2008-as Eb-selejtező |
| 2007. március 18.    | Belgrád, Szerbia      | Portugália    | 1:1 (1:1)         | 2008-as Eb-selejtező |
| 2007. június 2.      | Helsinki, Finnország  | Finnország    | 2:0 (1:0)         | 2008-as Eb-selejtező |
| 2007. augusztus 22.  | Brüsszel, Belgium     | Belgium       | 2:3 (0:2)         | 2008-as Eb-selejtező |
| 2007. szeptember 8.  | Belgrád, Szerbia      | Finnország    | 0:0 (0:0)         | 2008-as Eb-selejtező |
| 2007. szeptember 12. | Lisszabon, Portugália | Portugália    | 1:1 (0:1)         | 2008-as Eb-selejtező |
| 2007. október 13.    | Jereván, Örményország | Örményország  | 0:0 (0:0)         | 2008-as Eb-selejtező |
| 2007. október 17.    | Baku, Azerbajdzsán    | Azerbajdzsán  | 6:1 (4:1)         | 2008-as Eb-selejtező |
| 2007. november 21.   | Belgrád, Szerbia      | Lengyelország | 2:2 (0:1)         | 2008-as Eb-selejtező |
| 2007. november 24.   | Belgrád, Szerbia      | Kazahsztán    | 1:0 (0:0)         | 2008-as Eb-selejtező |

## 2008[3]
| Dátum                | Helyszín                   | Ellenfél      | Eredmény (félidő) | Típus                |
| -------------------- | -------------------------- | ------------- | ----------------- | -------------------- |
| 2008. február 6.     | Szkopje, Macedónia         | Macedónia     | 1:1 (1:0)         | Barátságos           |
| 2008. március 26.    | Odessza, Ukrajna           | Ukrajna       | 0:2 (0:0)         | Barátságos           |
| 2008. május 24.      | Dublin, Írország           | Írország      | 1:1 (0:0)         | Barátságos           |
| 2008. május 28.      | Burghausen, Németország    | Oroszország   | 1:2 (1:1)         | Barátságos           |
| 2008. május 31.      | Gelsenkirchen, Németország | Németország   | 1:2 (1:0)         | Barátságos           |
| 2008. szeptember 6.  | Belgrád, Szerbia           | Feröer        | 2:0 (1:0)         | 2010-es vb-selejtező |
| 2008. szeptember 10. | Saint-Denis, Franciaország | Franciaország | 1:2 (0:0)         | 2010-es vb-selejtező |
| 2008. október 11.    | Belgrád, Szerbia           | Litvánia      | 3:0 (2:0)         | 2010-es vb-selejtező |
| 2008. október 15.    | Bécs. Ausztria             | Ausztria      | 3:1 (3:0)         | 2010-es vb-selejtező |
| 2008. november 19.   | Belgrád, Szerbia           | Bulgária      | 6:1 (3:1)         | Barátságos           |
| 2008. december 14.   | Antalya, Törökország       | Lengyelország | 0:1 (0:0)         | Barátságos           |

## 2009[4]
| Dátum               | Helyszín                | Ellenfél                | Eredmény (félidő) | Típus                |
| ------------------- | ----------------------- | ----------------------- | ----------------- | -------------------- |
| 2009. február 10.   | Nicosia, Ciprus         | Ciprus                  | 2:0 (2:0)         | Barátságos           |
| 2009. február 11.   | Nicosia, Ciprus         | Ukrajna                 | 0:1 (0:1)         | Barátságos           |
| 2009. március 28.   | Konstanca, Románia      | Románia                 | 3:2 (2:0)         | 2010-es vb-selejtező |
| 2009. április 1.    | Belgrád, Szerbia        | Svédország              | 2:0 (1:0)         | Barátságos           |
| 2009. június 6.     | Belgrád, Szerbia        | Ausztria                | 1:0 (1:0)         | 2010-es vb-selejtező |
| 2009. június 10.    | Tórshavn, Feröer        | Feröer                  | 2:0 (1:0)         | 2010-es vb-selejtező |
| 2009. augusztus 12. | Tshwane, Dél-Afrika     | Dél-afrikai Köztársaság | 3:1 (1:0)         | Barátságos           |
| 2009. szeptember 9. | Belgrád, Szerbia        | Franciaország           | 1:1 (1:1)         | 2010-es vb-selejtező |
| 2009. október 10.   | Belgrád, Szerbia        | Románia                 | 5:0 (1:0)         | 2010-es vb-selejtező |
| 2009. október 14.   | Kaunas, Litvánia        | Litvánia                | 1:2 (0:1)         | 2010-es vb-selejtező |
| 2009. november 14.  | Belfast, Észak-Írország | Észak-Írország          | 1:0 (1:0)         | Barátságos           |
| 2009. november 18.  | London, Anglia          | Dél-Korea               | 1:0 (1:0)         | Barátságos           |